# Amfíklia
Amfíklia (grec: Αμφίκλεια), anomenada Dadí (Δαδί) fins a 1915, és un poble i antic municipi de la Ftiòtida, a la regió de la Grècia Central. D'ençà de la reforma del govern local del 2011 forma part del municipi d'Amfíklia-Elàtia, del qual és una unitat municipal.
La unitat municipal té una superfície de 229,366 km² i la comunitat de 108,124 km². En el cens del 2011, la unitat municipal tenia 4.186 habitants i la comunitat 3.191. El poble es troba a la falda septentrional del mont Parnàs, a la vall del riu Cefís. Se situa 11 km al nord-oest de Kato Tithorea i 31 al sud-est de Làmia. La carretera nacional 3 (Tebes-Làmia) passa pel poble. Hi ha una estació de ferrocarril amb connexions a la línia Atenes-Tessalònica.

## Subdivisions
La unitat municipal d'Amfíklia es compon de les comunitats següents:
| - Amfíklia - Bralos | - Drimea - Paleokhori Doriéon | - Tithrónio - Xilikí |

## Història
Amfíklia fou anomenada en record de l'antiga Amficlea (grec antic: Ἀμφίκλαια). Es trobava al nord de l'antiga Fòcida. Els perses de Xerxes I arrasaren la ciutat el 480 aC, durant la segona invasió persa de Grècia. Més endavant fou reconstruïda i en temps de Pausànies (segle ii aC) era coneguda pel seu culte a Dionís.
En l'edat mitjana s'hi alçà una torre en el lloc de l'acròpolis. Avui en dia, aquest lloc és ocupat pel cementiri. Dadí, fundat prop de l'antiga Amficlea probablement durant la Francocràcia, esdevingué un poble viu i animat. A principis del segle xix, William Leake hi comptà 500 famílies. Dadí fou reanomenat a «Amfíklia» el 1915.

## Personatges destacats
- Athanàssios Evtaxias (1849-1931), polític

## Galeria

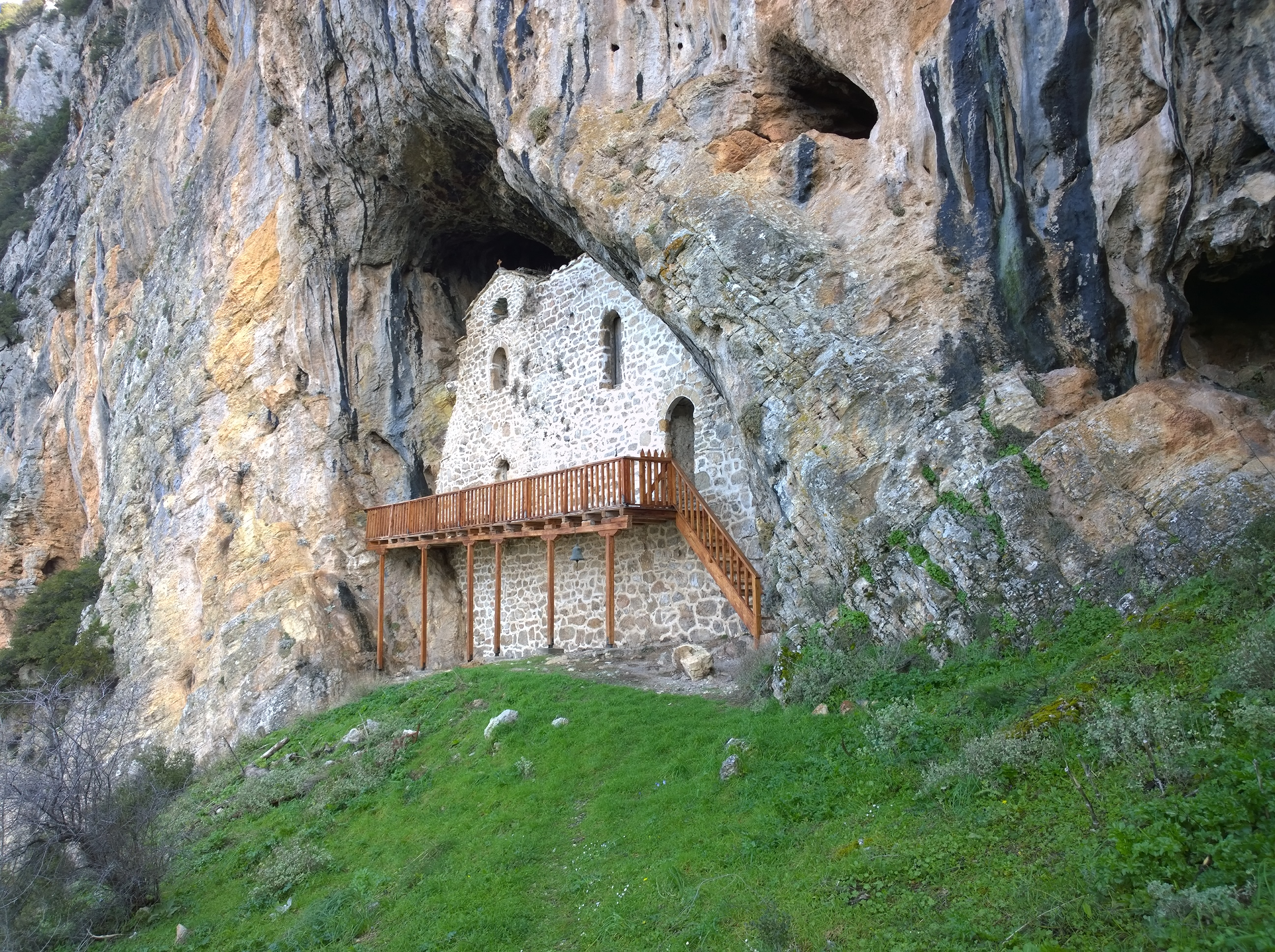
L'església de la Santa Jerusalem a sobre d'Amfíklia
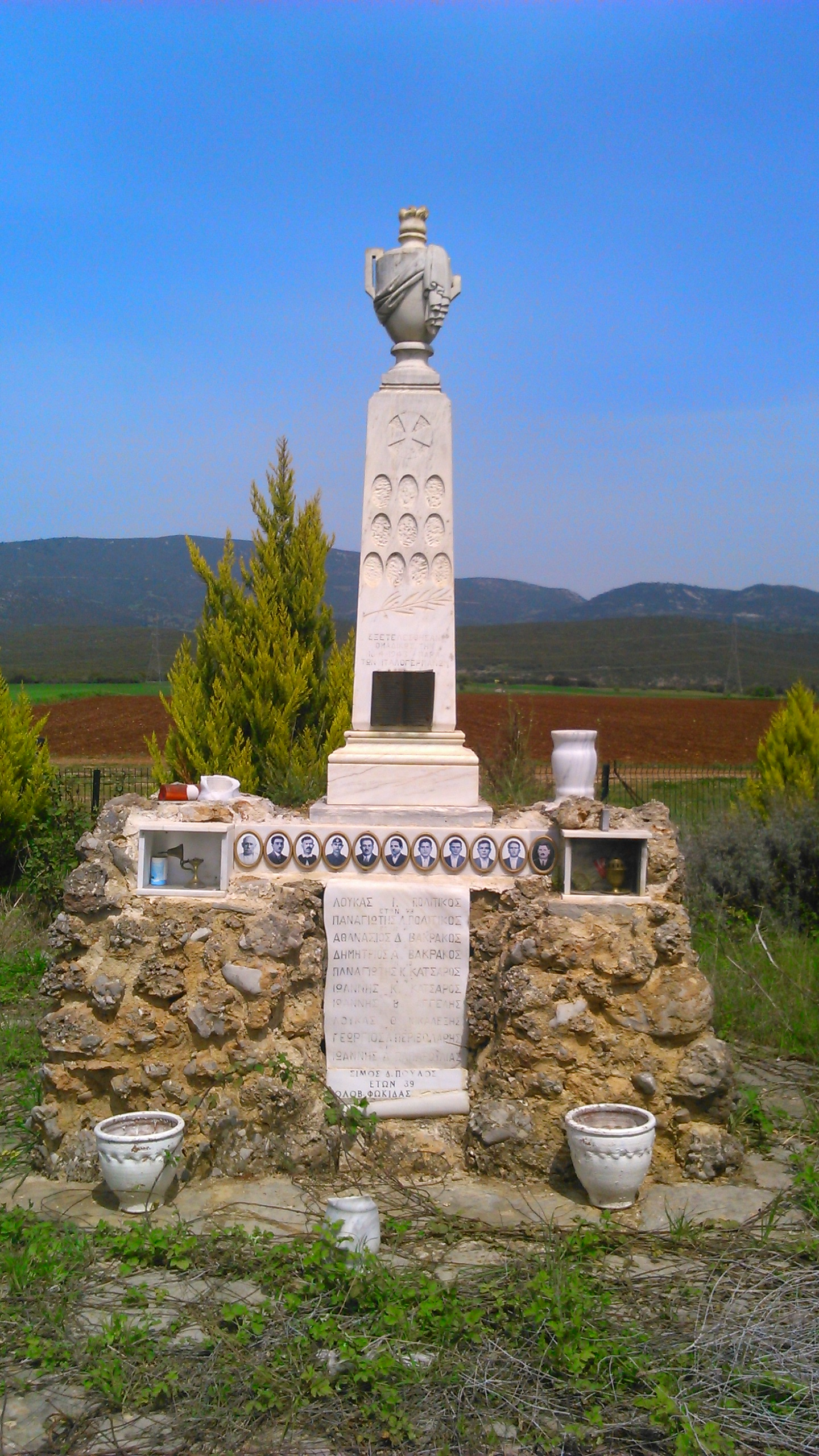
Monument als onze habitants executats pels alemanys el 1943 en represàlia per un acte de sabotatge a l'estació d'Amfíklia